# Maria Goeppert-Mayer
Maria Göppert-Mayer, nemška fizičarka, * 28. junij 1906, Katowice, Nemško cesarstvo (danes Poljska), † 20. februar 1972, San Diego, Kalifornija, ZDA.
Goeppert-Mayerjeva je leta 1963 prejela Nobelovo nagrado za fiziko »za odkritja povezana z zgradbo jedrske lupine.«